# Chalkida
Chalkida (gr. Χαλκίδα; hist. Chalkis) – miasto w Grecji, na wyspie Eubea, nad cieśniną Ewripos Morza Egejskiego, w administracji zdecentralizowanej Tesalia-Grecja Środkowa, w regionie Grecja Środkowa, w jednostce regionalnej
Eubea. Siedziba gminy Chalkida. W 2011 roku liczyło 59 125 mieszkańców.
Miasto znane już w starożytności (prowadziło aktywną akcję kolonizacyjną), wzmiankowane w Iliadzie.
W 1981 roku miało 36 tys. mieszkańców, a w 2001 ok. 53,6 tys. mieszkańców.

## Galeria

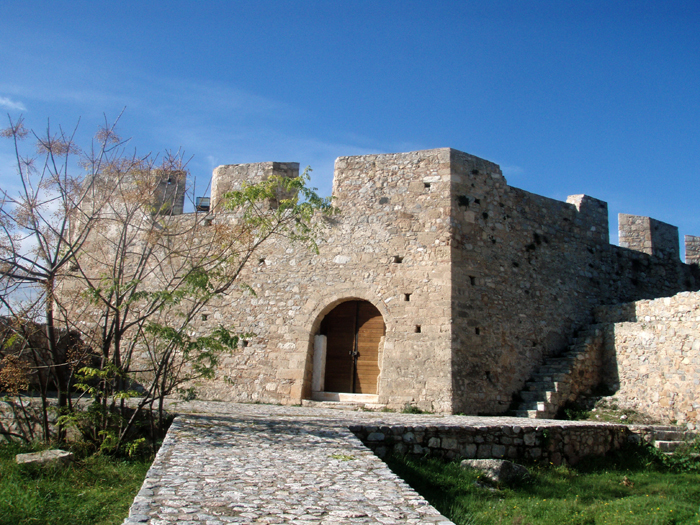
Zamek
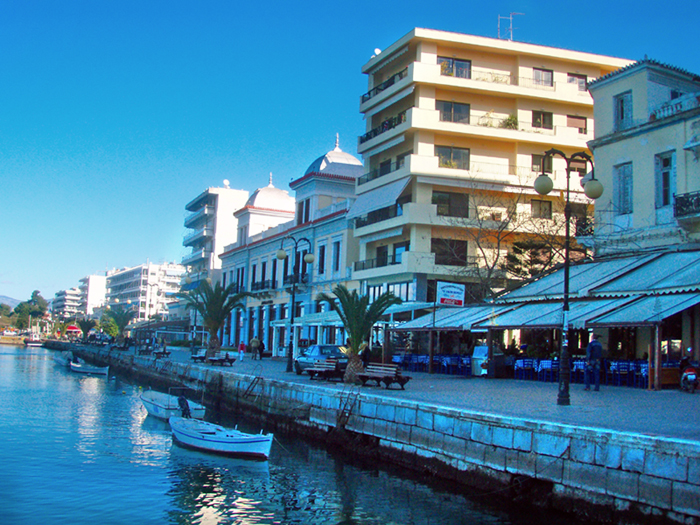
Centrum miasta
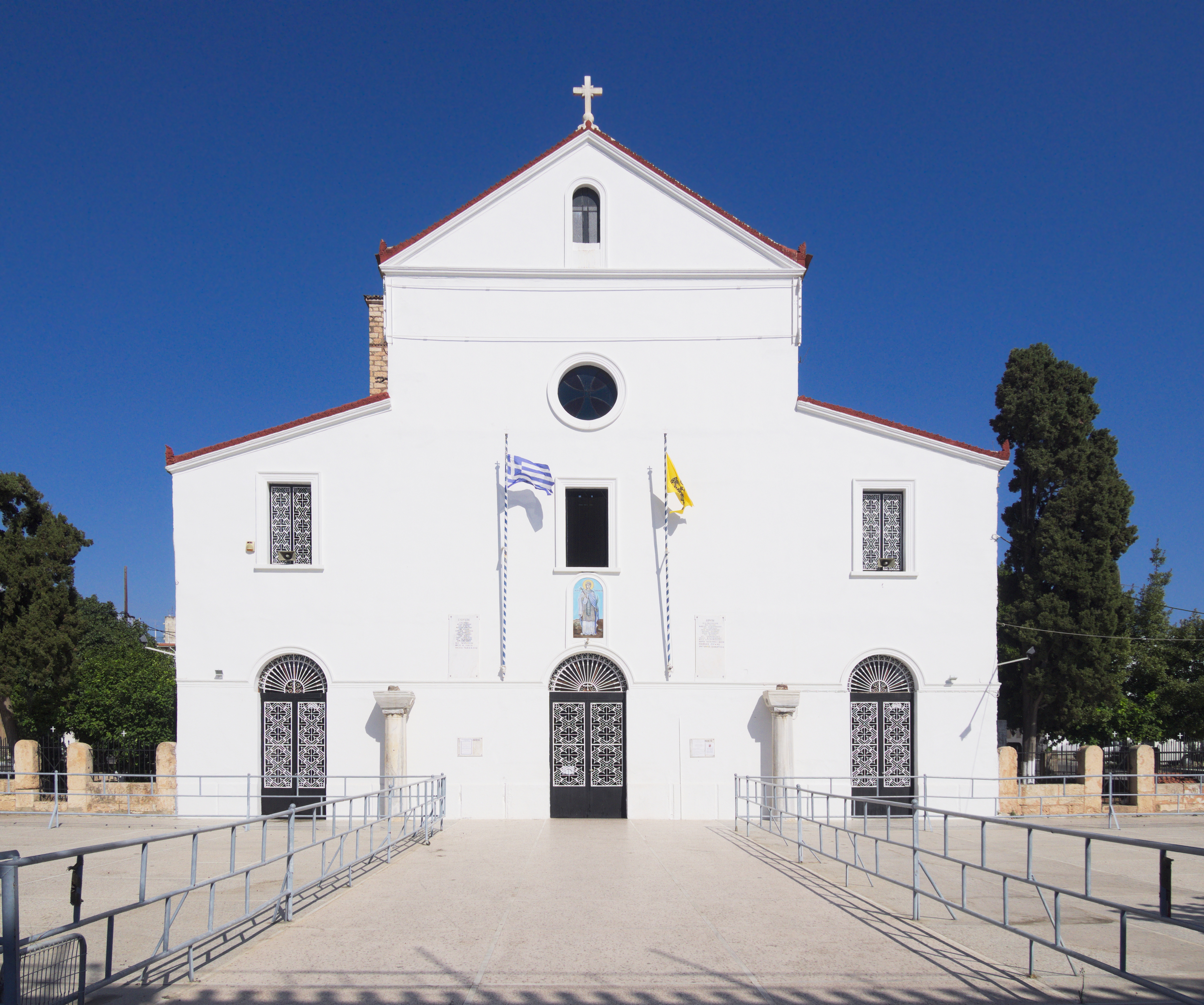
Kościół
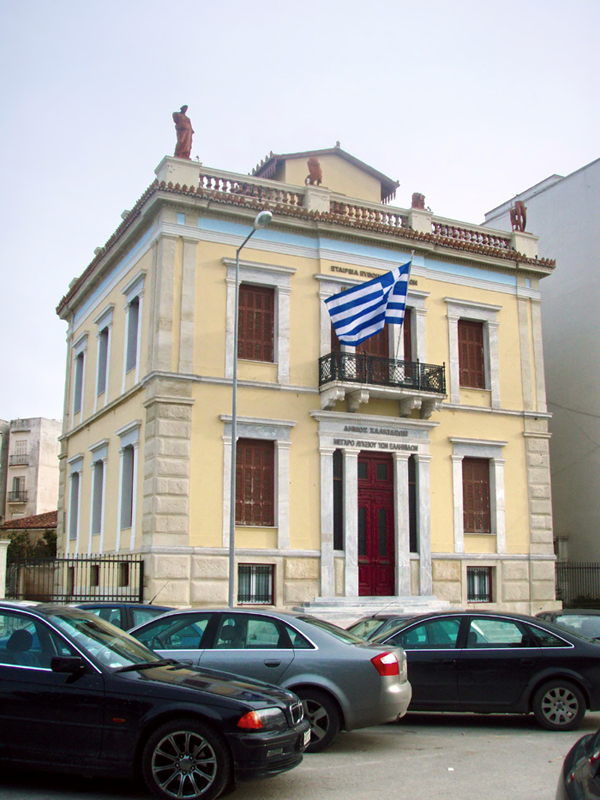
Stary ratusz